# وجهات نظر

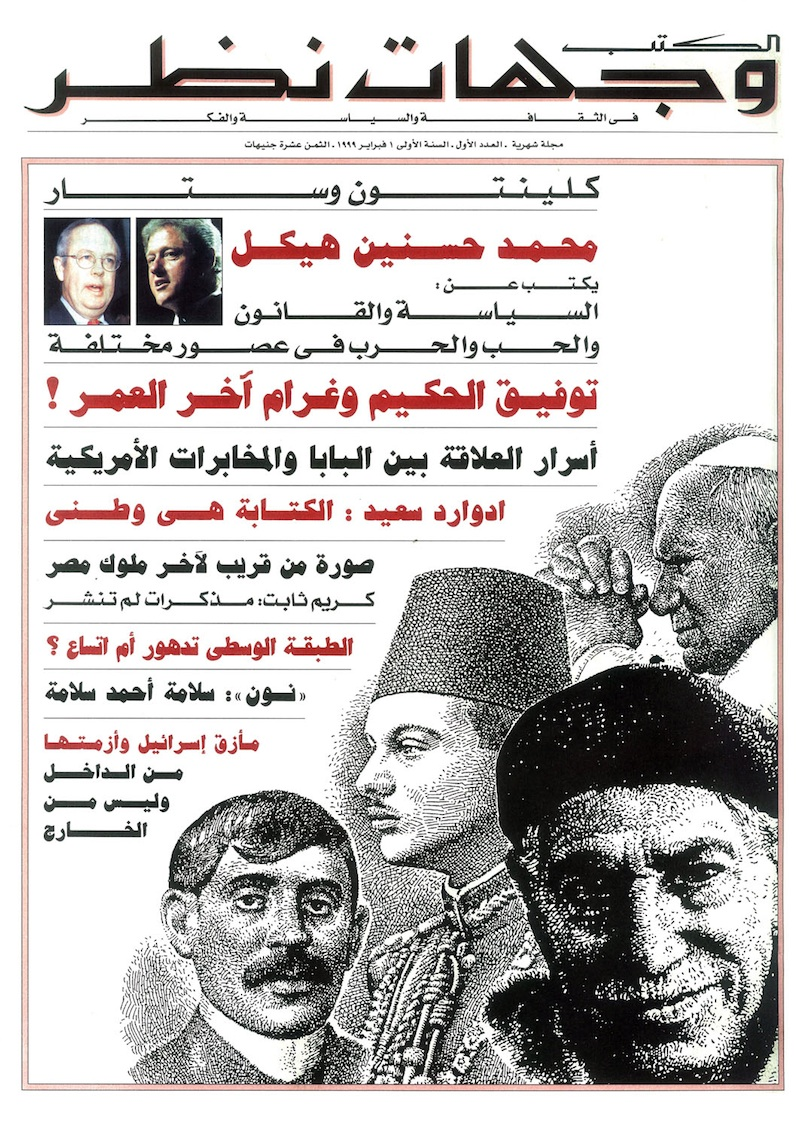
غلاف العدد الأول - فبراير 1999

غلاف وجهات نظر - نوفمبر 2009

مجلة «وجهات نظر»، أو «الكتب.. وجهات نظر»؛ مجلة فكرية تصدر شهريا، تعنى بتبادل الآراء ووجهات النظر وبتعميق مفهوم الحوار وتقاليده بين المثقفين، والأكاديميين وقادة الرأي. كما تحاول أن تكون جسرا بين الثقافة العربية وغيرها من الثقافات. وتُعرف «وجهات نظر» على نطاق واسع بشعارها الشهير الذي اختاره لها صاحب الفكرة الصحفي العربي الأشهر محمد حسنين هيكل الذي وصفها بأنها «مجلة مختلفة لقارئ مختلف».
تأسست في فبراير 1999، لتأخذ مكانتها المتميزة كثمرة تعاون بين الناشر العربي الشهير إبراهيم المعلم وأستاذ الصحافة العربية محمد حسنين هيكل، الذي حرص منذ اليوم الأول على المشاركة في رسم كل التفاصيل التحريرية للمجلة، واختيار كتابها ومحرريها. كما استمر، حتى اعتزاله الكتابة في سبتمبر 2003، كاتبا لمقالها الرئيس.
نجحت المجلة منذ عددها الأول في أن تكتسب شهرة واسعة ومكانة مميزة بين المثقفين والأكاديميين وصناع القرار في العالم العربي، وكذلك المهتمين بالمنطقة في المؤسسات الأكاديمية الغربية. وبدا أن هناك من ينتظر صدور عددها أول كل شهر مثلما كان الحال عند من ينتظرون مقال «بصراحة» الذي كان هيكل يكتبه كل جمعة في جريدة «الأهرام» المصرية سنوات الخمسينيات والستينيات من القرن الماضي (العشرين). ويذكر المثقفون لوجهات نظر أنها هي التي قدمت للقارئ العربي مطبوعات غربية رصينة مثل نيويورك ريفيو أوف بوكس.
تولى رئاسة تحرير «وجهات نظر» عند صدورها الكاتب الصحفي المرموق سلامة أحمد سلامة قبل أن يُسلم قيادتها إلى الكاتب الصحفي أيمن الصياد الذي تولى رئاسة تحريرها. وتتميز أغلفة «وجهات نظر» بالإخراج الفني المتميز الذي يقوم عليه حلمي التوني. وكان التحضير لاصدار العدد الأول من المجلة استغرق عاما كاملا، وقام عليه فريق من الشباب بقيادة الكاتب والباحث المخضرم جميل مطر، والذي شارك في تحرير أعداد السنة الأولى.
وتحرص «وجهات نظر» على أن تكون نافذة للقارئ العربي على الفكر العالمي، كما يقول ناشرها إبراهيم المعلم. وعليه فهي بالإضافة إلى كتابها من الكتاب والأكاديميين المنتسبين إلى جامعات أمريكية وأوربية.

## هيكل المجلة
تصدر المجلة عن «الشركة المصرية للنشر العربي والدولي» وهي شركة مساهمة مصرية مقرها القاهرة:
- رئيس مجلس الإدارة: إبراهيم المعلم
- عضو مجلس الإدارة المنتدب للإنتاج: أحمد الزيادي
- رئيس التحرير: أيمن الصياد
- رئيس التحرير الفني: حلمي التوني

## كُتّاب وجهات نظر
تحرص «وجهات نظر» على أن توفر للمثقفين ساحة حرة للأفكار والآراء، ويزيد عدد الكتاب الذين قدمت أفكارهم إلى قرائها في سنواتها العشر الأولى عن 700 كاتبا من العرب وغيرهم. وتشتمل القائمة على عدد من أهم المفكرين والأكاديمين العرب، وكذلك عدد من الكتاب والأكاديميين المنتسبين إلى جامعات أمريكية وأوربية، تنشر لهم «وجهات نظر» بموجب اتفاقات خاصة. ومنهم:
- آلان جريش
- أحمد كمال أبو المجد
- أحمد زويل
- أحمد مستجير
- أليستير هورن
- أميمة أبو بكر
- أنطونيو باديني
- أيمن الصياد
- إسماعيل سراج الدين
- إريك هوبسباوم
- الطاهر أحمد مكي
- باتريك هاني
- بشير موسى نافع
- بهاء طاهر
- ثروت عكاشة
- جابر عصفور
- جلال أمين
- جمال الغيطاني
- جمال إسماعيل
- جميل مطر
- جوديث تاكر
- جوزيف مسعد
- جون اسبوزيتو
- جون وتربري
- جويل بنين
- حازم الببلاوي
- حسن حنفي
- حسن مكي
- حسن نافعة
- حلمي محمد القاعود
- خالد فهمي
- خليل الشقاقي
- خيري شلبي
- خيري منصور
- داليا سعودي
- دنيس جونسون ديفز
- ديفيد بلانكس
- ذوقان قرقوط
- رءوف عباس
- رايموند ويليام بيكر
- رتيبة الحفني
- رجاء النقاش
- رشدي سعيد
- رشيد الخالدي
- رشيد العناني
- رضوان السيد
- رضوى عاشور
- رمزي زكي
- زكاري لوكمان
- سامية محرز
- ستيفن والت
- سحر خليفة
- سلامة أحمد سلامة
- سلمان أبو ستة
- سماح ادريس
- سمحة الخولي
- شريف بسيوني
- شريف دلاور
- شوقي ضيف
- صادق جلال العظم
- صبري حافظ
- صنع الله إبراهيم
- طارق البشري
- طارق رمضان
- عاصم الدسوقي
- عُبادة كُحيلة
- عبد الرحمن المنيف
- عبد العظيم أنيس
- عبد الرحمن الكواكبي (الحفيد)
- عبد السلام المسدي
- عبد الله بن الشيخ المحفوظ بن بيه
- عبد الوهاب المسيري
- عزام التميمي
- عزمي بشارة
- على جمعة
- عماد خدوري
- عمرو حمزاوي
- عمرو محيي الدين
- غادة برسوم
- غازي صلاح الدين
- غسان الإمام
- فؤاد مطر
- فاروق شوشة
- فاروق عبد القادر
- فرحة غنام
- فضل مصطفى النقيب
- كامل زهيري
- الأخضر الإبراهيمي
- لطيفة محمد سالم
- ليسا ون
- ماجد عثمان
- مازن النجار
- ماكس رودنبك
- مايكل فريشكوف
- مجدي عبد الحافظ
- محمد إبراهيم شاكر
- محمد البرادعي
- محمد الرميحي
- محمد السماك
- محمد الميلي
- محمد جبرون
- محمد حسنين هيكل
- محمد رءوف حامد
- محمد سعيد رمضان البوطي
- محمد سليم العوا
- محمد سيد أحمد
- محمد عبد الرحمن يونس
- محمد عمارة
- محمد فؤاد الذاكري
- محمد مزالي
- محمود المراغي
- محمود درويش
- محمود عبد الفضيل
- محمود عوض
- محمود فهمي حجازي
- محمود محيي الدين
- محيي الدين اللباد
- محيي الدين عميمور
- مديحة محمد السفطي
- مريد البرغوثي
- مصباح الله عبد الباقي
- مصطفى إبراهيم فهمي
- مصطفي البرغوثي
- مصطفي العبادي
- مصطفي الفقي
- مصطفي لبيب عبد الغني
- ملك رشدي
- منار الشوربجي
- مها عبد الرحمن
- موسي نعيم
- ناثان براون
- ناصر الأنصاري
- ناصر الرباط
- نايف حواتمة
- نبيل علي
- نصر حامد أبو زيد
- نيفين مسعد
- نيقولا زيادة
- نيللي حنا
- هدي الصدة
- هشام شرابي
- وديع فلسطين
- وليد الخالدي
- وليد سيف
- وليد محمود عبد الناصر
- يحيي الرخاوي
- يمني طريف الخولي
- يوسف القرضاوي
- يونان لبيب رزق